# 阿波罗10½号：太空时代的童年
是2022年上映的美国成长题材剧情动画片，由理查德·林克莱特编剧、导演、监制，格倫·鮑威爾、傑克·布萊克、柴克·萊威和乔什·威金斯配音。电影讲述了以林克莱特的童年经历为蓝本，讲述一名四年级小学生成为登月第一人的故事，时间则定在了阿波罗11号宇航员登月前夕。
早在2004年，林克莱特便构思了这部电影，计划以真人电影形式呈现。后来他转变想法，决定将电影改成周六晨间动画风格的动画片，希望能呈现俏皮的动画风格。为此他研究了1960年代在德克萨斯州休斯敦制作的一些家庭电影，其中部分作品出现在电影中。2020年2月在罗伯特·罗德里格兹麻烦制造者工作室开拍，同年3月杀青。部分场景在德州最大的绿幕前拍摄，另外一些场景用真人拍摄，后期采用类似于转描机的技术动画化，这种技术曾在林克莱特的《半梦半醒的人生》（2001年）和《心機掃描》（2006年）中使用。
电影于2022年3月13日在西南偏南电影节举行首映礼，3月24日上线部分影院，4月1日正式上線Netflix。影片获得正面的反响，其中编剧、视觉效果和怀旧画风获肯定。本片還入圍第95屆奧斯卡金像獎最佳動畫片角逐名單，但最終未進入決選階段。

## 梗概
影片以两个互相穿插的角度，讲述了1969年夏季人类首次登月的故事：一个是以宇航员与飞行控制中心的视角呈现胜利时刻，一个是从很少见的自下而上的视角，展现一位住在林登·约翰逊太空中心附近的小孩的兴奋心情；和数以亿计的人一样，他也是从电视上目睹这个时刻。到了最后，影片既准确还原了历史上的重要时刻，又讲述了一个郊区男孩幻想着脱离平淡无奇的生活，去接受登月的秘密训练。

## 配音
- 米洛·科伊（Milo Coy）饰 少年斯坦利（Stanley）[2]
- 傑克·布萊克 饰 成年斯坦利[2]
- 格倫·鮑威爾 饰 博斯蒂克（Bostick），美国国家航空航天局工作人员[2]
- 柴克·萊威 饰 克兰茨（Kranz），美国国家航空航天局工作人员[2]
- 乔什·威金斯（英语：Josh Wiggins） 饰 史蒂夫（Steve）
- 李·艾迪（英语：Lee Eddy） 饰 母亲
- 比尔·怀斯（英语：Bill Wise） 饰 父亲
- 娜塔莉·拉莫罗（Natalie L'Amoreaux）饰 薇琪（Vicky）
- 杰西卡·布林·科恩（Jessica Brynn Cohen）饰 珍娜（Jana）
- 山姆·奇普曼（Sam Chipman）饰 格雷格（Greg）
- 丹妮尔·吉尔伯特（Danielle Guilbot）饰 斯蒂芬妮（Stephanie）

## 制作
理查德·林克莱特早在2004年便构思了这部电影。2018年2月，消息指林克莱特将担任电影导演及编剧。2020年7月，格倫·鮑威爾、柴克·萊威、傑克·布萊克、乔什·威金斯、米洛·科伊、李·艾迪、比尔·怀斯、娜塔莉·拉莫罗、杰西卡·布林·科恩、山姆·奇普曼和丹妮尔·吉尔伯特加盟剧组，Netflix参与发行。林克莱特原本计划以實景真人形式呈现电影，后来转变想法，改为周六晨间动画风格动画片，希望能呈现俏皮的风格。为此他研究了1960年代在德克萨斯州休斯敦制作的一些家庭电影，其中部分作品出现在电影中。
主体拍摄于2020年2月在罗伯特·罗德里格兹麻烦制造者工作室的启动，同年3月杀青。受2019冠状病毒病疫情影响，林克莱特花了大量时间剪片。部分场景在德州最大的绿幕前拍摄，另外一些场景用真人拍摄，后期采用类似于转描机的技术动画化，这种技术曾在林克莱特的《半梦半醒的人生》（2001年）和《心機掃描》（2006年）中使用。电影艺术与科学学院拒绝影片提名奧斯卡最佳動畫片獎，理由是采用风格化动画制作。主创团队随后提出申诉，在导演及动画师同行的支持下，学院撤回了决定。

## 发行
2022年3月13日，电影在西南偏南电影节首映，是电影节的力推作品。影片其后于2022年3月24日在部分电影院上映，4月1日上线Netflix。

## 反响
汇总媒体网站爛番茄打出91%的新鲜度（135位影评人），平均得分8/10。网站共识写道：“在甜美怀旧风的《阿波罗10½号：太空时代的童年》中，理查德·林克莱特反复展现视觉及主题成分，风格上非常个性化、极为启发人。”Metacritic打出79/100的平均分（38位影评人），表示“普遍好评”。
影片入选法国《电影手册》2022年十佳影片榜单，排名第七。

### 奖项
| 大奖                   | 颁奖日期       | 奖项           | 获得者                          | 结果 | 参考资料 |
| ---------------------- | -------------- | -------------- | ------------------------------- | ---- | -------- |
| 华盛顿特区影评人协会奖 | 2022年12月12日 | 最佳动画片     | 《阿波罗10½号：太空时代的童年》 | 提名 | [ 19 ]   |
| 芝加哥影评人协会奖     | 2022年12月14日 | 最佳动画片     | 《阿波罗10½号：太空时代的童年》 | 提名 | [ 20 ]   |
| 圣路易斯影评人协会奖   | 2022年12月18日 | 最佳动画片     | 《阿波罗10½号：太空时代的童年》 | 提名 | [ 21 ]   |
| 旧金山影评人协会奖     | 2023年1月9日   | 最佳动画片     | 《阿波罗10½号：太空时代的童年》 | 提名 | [ 22 ]   |
| 奥斯汀影评人协会奖     | 2023年1月10日  | 最佳动画片     | 《阿波罗10½号：太空时代的童年》 | 提名 | [ 23 ]   |
| 奥斯汀影评人协会奖     | 2023年1月10日  | 最佳奥斯汀电影 | 《阿波罗10½号：太空时代的童年》 | 提名 | [ 23 ]   |
| 乔治亚影评人协会奖     | 2023年1月13日  | 最佳动画片     | 《阿波罗10½号：太空时代的童年》 | 提名 | [ 24 ]   |
| 休斯顿影评人协会奖     | 2023年2月18日  | 最佳动画片     | 《阿波罗10½号：太空时代的童年》 | 提名 | [ 25 ]   |
| 休斯顿影评人协会奖     | 2023年2月18日  | 德州独立电影奖 | 《阿波罗10½号：太空时代的童年》 | 獲獎 | [ 25 ]   |